# USS LST-212
O USS LST-212 foi um navio de guerra norte-americano da classe LST que operou durante a Segunda Guerra Mundial.